# NGC 2539
NGC 2539 је расејано звездано јато у сазвежђу Крма које се налази на NGC листи објеката дубоког неба.
Деклинација објекта је - 12° 49' 14" а ректасцензија 8h 10m 36,9s. Привидна величина (магнитуда) објекта NGC 2539 износи 6,5. NGC 2539 је још познат и под ознакама OCL 611.